# Таллинский трамвай
Таллинский трамвай (эст. Tallinna trammiliiklus; Tallinna tramm) — трамвайная система, открытая в Ревеле (ныне Таллин) 12 (24) августа 1888 года в виде конно-рельсовой дороги (конки). С 1915 года действовала линия на паровой и бензомоторной тяге, с 1925 года — в современном виде, на электрической тяге.

## История

### Начало XX века
Новая трамвайная линия была открыта в северной части Ревеля в 1915 году. Её построили расположенные там заводы (Русско-Балтийский завод и Судостроительный завод Беккера) для обслуживания своих работников. На трамвайной линии использовались паровозы. Помимо паровых трамваев вскоре стали ходить и моторные трамваи. С целью использования построенной линии также для грузовых перевозок в направлении грузовой станции Копли Балтийской железной дороги трамвайный путь был построен ширококолейным (1524 мм). Когда в 1918 году во время Первой мировой войны движение конных трамваев полностью прекратилось, трамвайная линия Копли продолжала работать. В годы войны трамвай продолжал оставаться основным транспортным средством, соединяющим полуостров Копли с центром города.

### Первая Эстонская республика

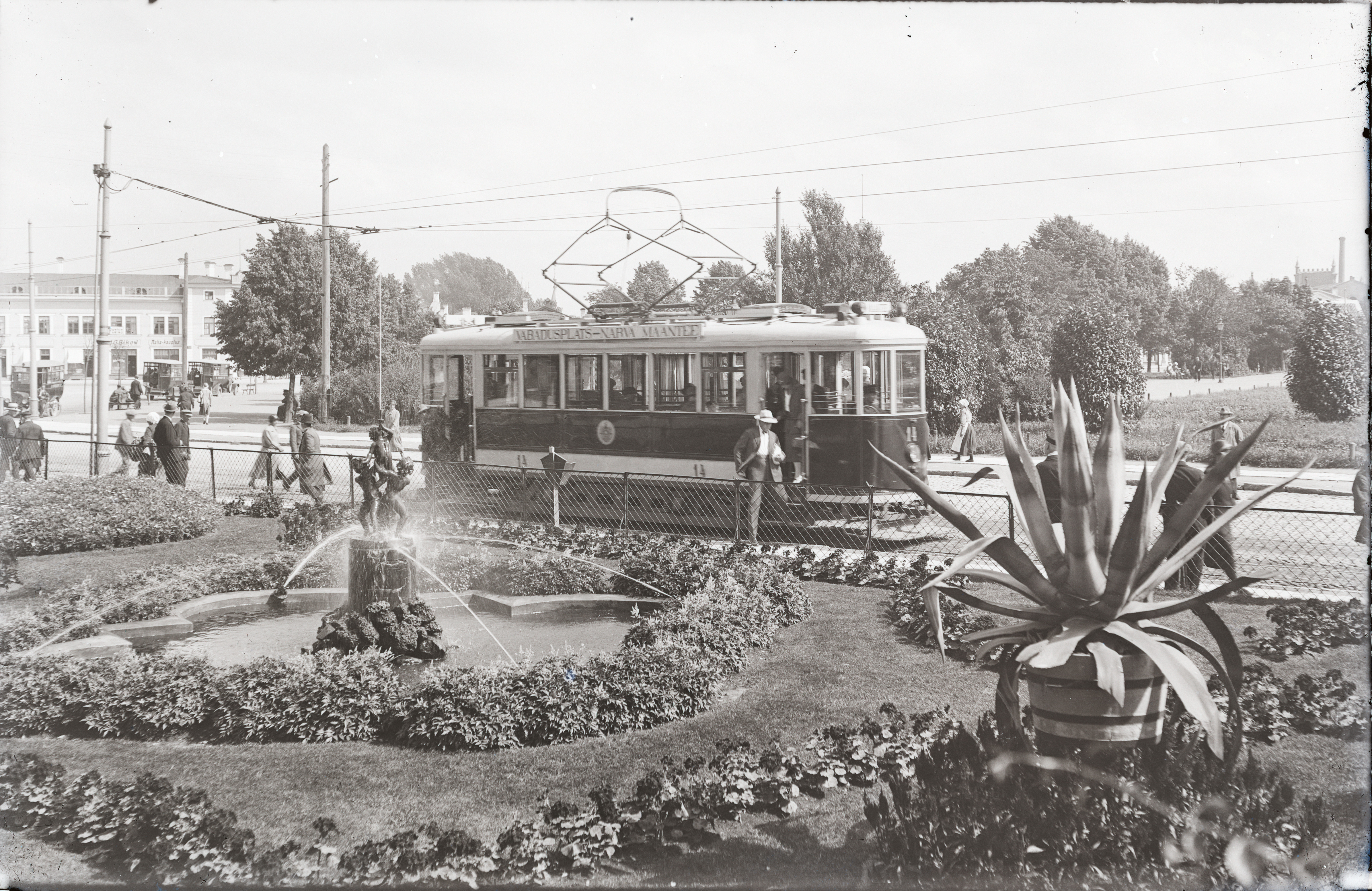
Трамвай на площади Виру в 1930-х годах

Движение электрического трамвая в Таллине началось 28 октября 1925 года по линии Нарвского шоссе. Трамваи начали работать на постоянном токе с напряжением 600 В. Трамвайные вагоны были построены на таллинских заводах с использованием немецких и шведских агрегатов и оборудования.
В 1931 году колея Копли была переведена на ширину 1067 мм, и по ней начали ходить только бензомоторные трамваи.
К 1940 году общая протяженность трамвайных линий достигла 13,4 км, в том числе одноколейная трамвайная линия Копли от Таллинского технического университета до Балтийского вокзала 5,1 км. Линия Копли ещё не была электрифицирована. Вагонов в то время было в общей сложности 54, из которых 20 были вагонами с электроприводом, 9 бензомоторных вагонов и 25 прицепных вагонов.

### Советский период
В феврале 1948 года Совет Министров ЭССР решил, что трамвайное движение в Таллине не имеет перспектив и постановил в течение следующих 15 лет трамваи заменить троллейбусами. Решение осталось невыполненным, поскольку в установленный срок не были построены замещающие троллейбусные линии.
В 1960-х годах рассматривалась возможность трамвайного сообщения между только что построенным районом Мустамяэ и центром города. Замысел остался не воплощённым в жизнь: ширина транспортного коридора на улице Мустамяэ не позволяла выделить место для трамвая и на строительство моста для пересечения с железнодорожным полотном возле станции Лиллекюла не было предусмотрено денег. С 1967 года были построены троллейбусные линии для соединения района Мустамяэ с центром города.
В 1970-х годах вместе с планами строительства плотно заселённого района Ласнамяэ рассматривалось соединение разных частей города скоростным трамваем. С этой целью к 1984 году была построена заглубленная на 6,5 метров магистраль Лаагна, в середине которой есть выделенный участок для трамвайных путей. Работы по прокладке трамвайных путей были свёрнуты весной 1988 года, через несколько месяцев после начала: причиной послужило решение использовать узкую колею и проект было решено законсервировать на год. В 1989 году Москва отказалась финансировать проект из-за начавшейся Поющей революции и отсутствия необходимого подвижного состава. После восстановления Эстонией независимости, обсуждалась расконсервация проекта, однако никакого решения принято не было.

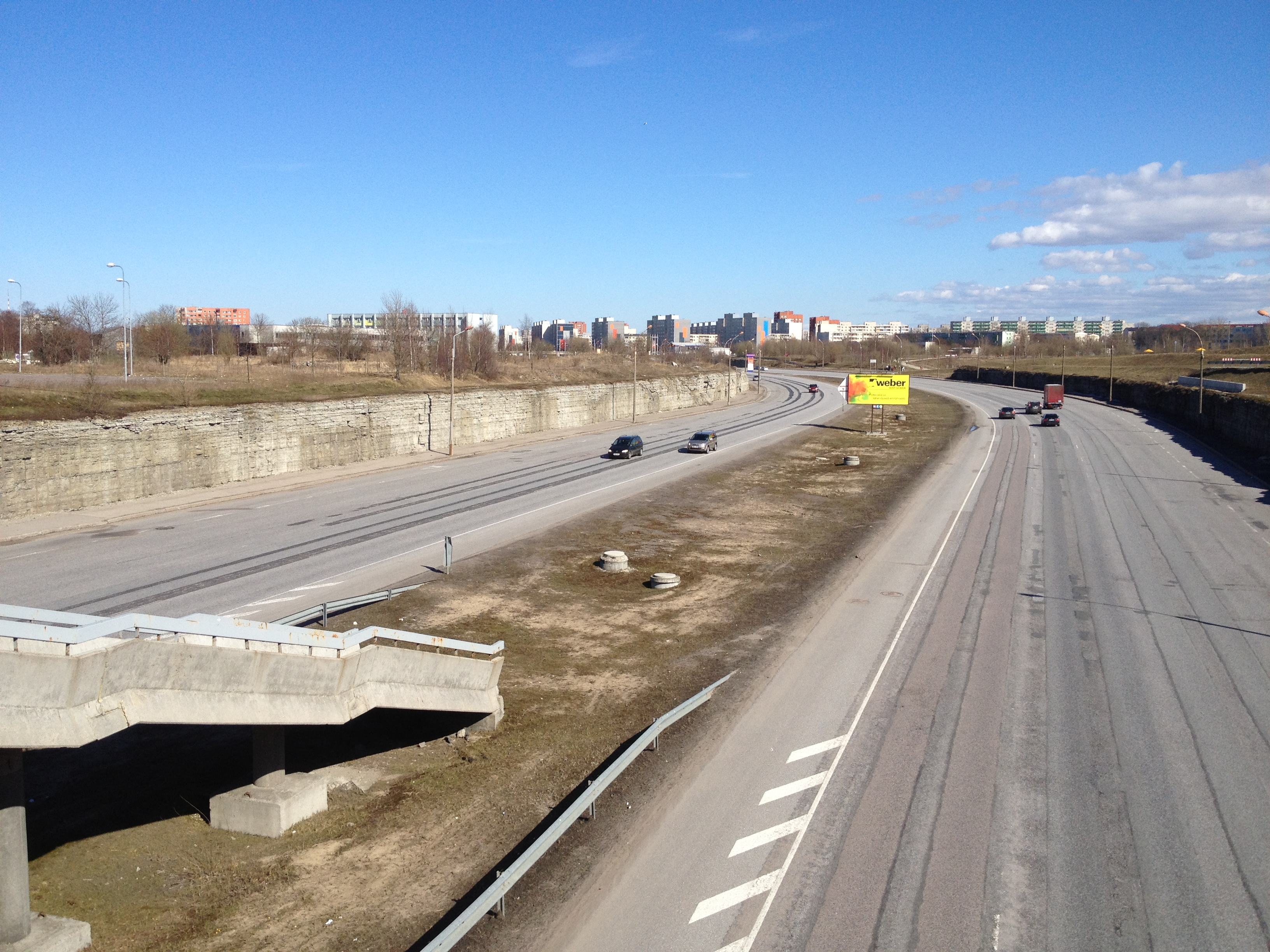
Спуск к недостроенным трамвайным путям в Ласнамяэ
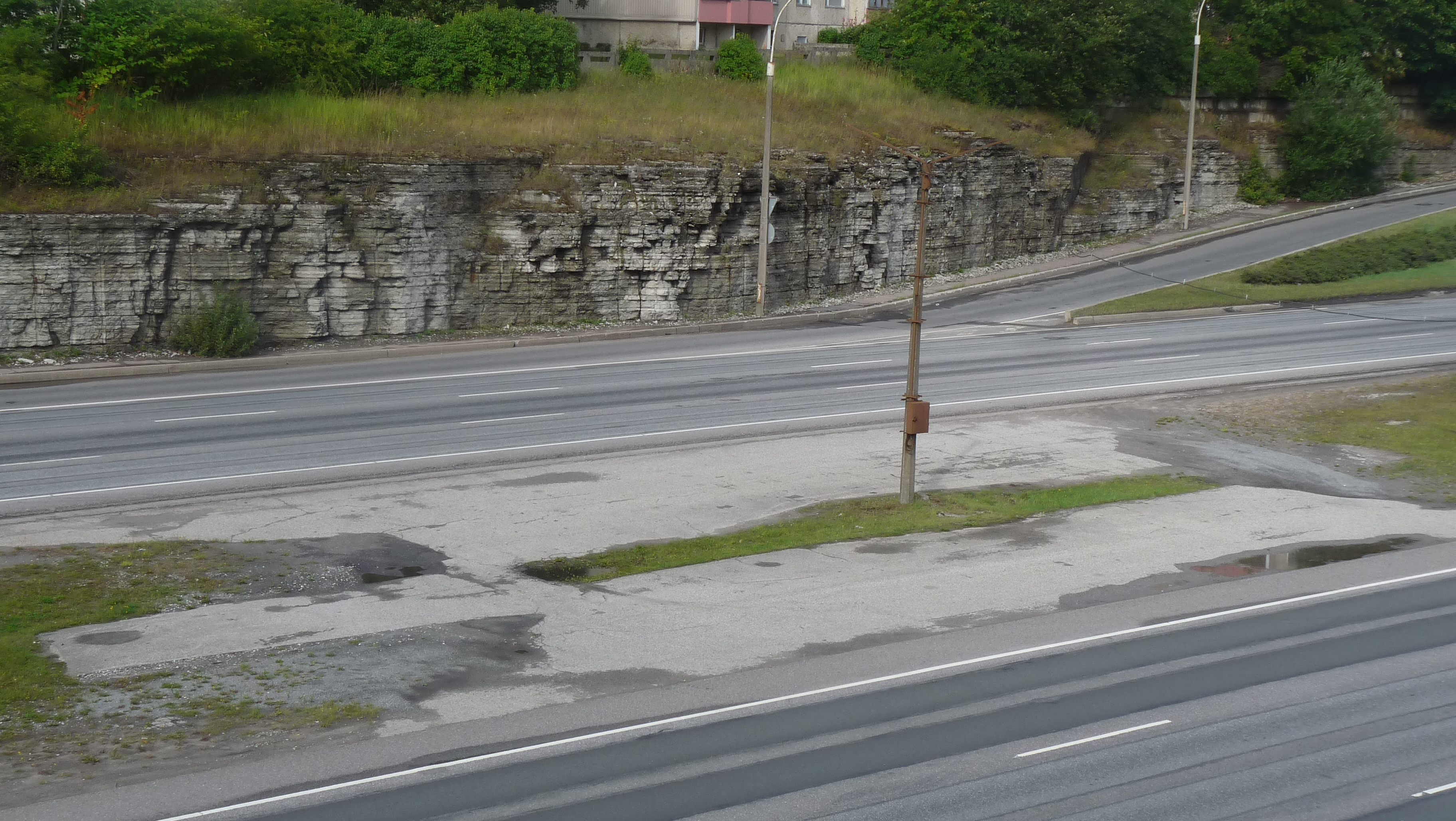
Недостроенная остановка скоростного трамвая в Ласнамяэ
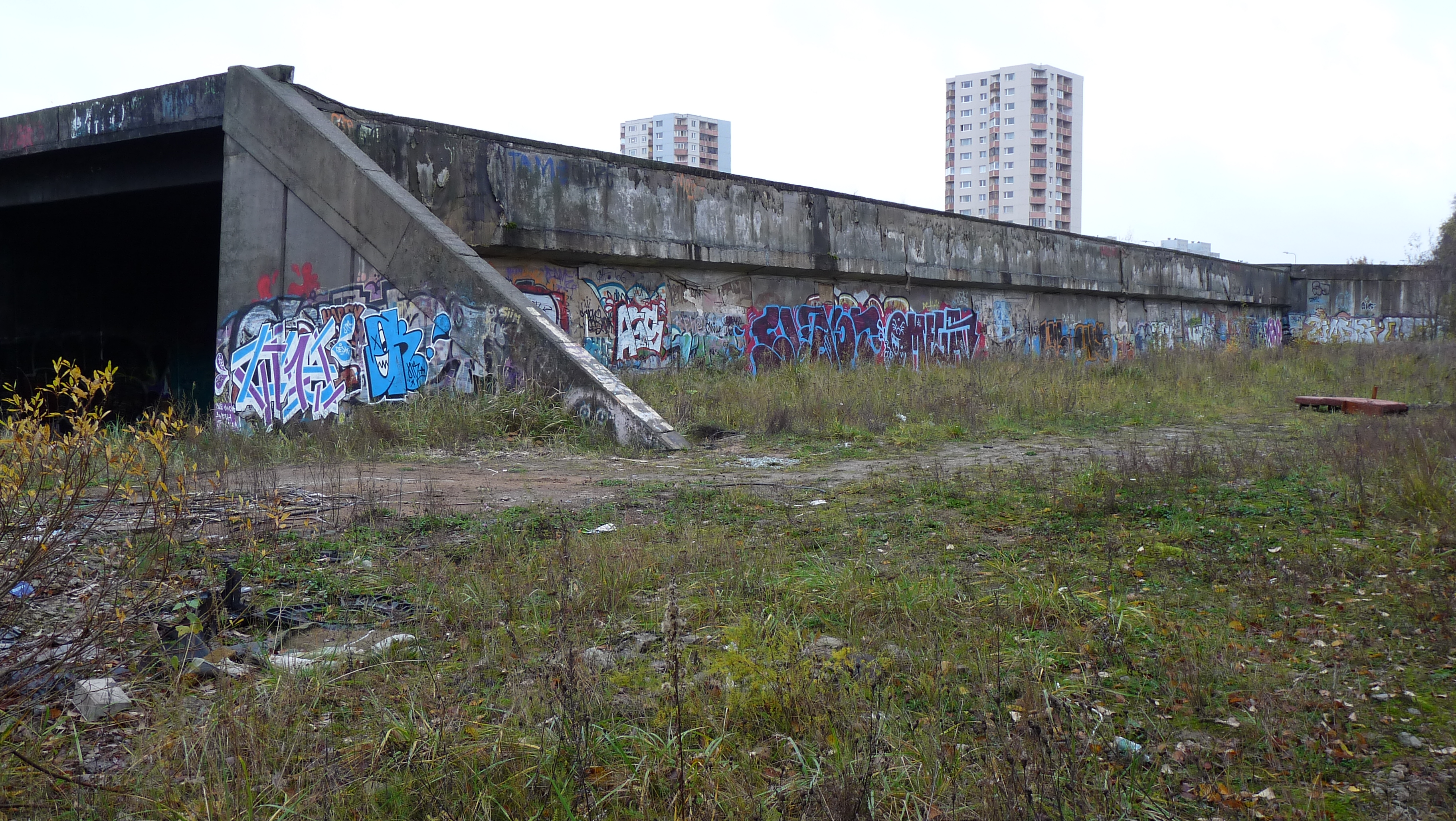
Заброшенный туннель для трамваев в Ласнамяэ (снесён в 2020 году)

### Дальнейшее развитие
В 2015 году было завершено строительство разворотного кольца у железнодорожной станции Юлемисте. Трамвай до Юлемисте запущен 15 октября 2015 года. Также в 2017 году завершено продление трамвая до аэропорта. Трамвай в аэропорт запущен 1 сентября 2017 года.
В 2024 году завершено строительство трамвайной линии до пассажирского порта, движение было запущено 1 декабря 2024 года. После открытия этой линии трамвайная система связала основные транспортные узлы города — морской порт, терминал Rail Baltica и аэропорт.

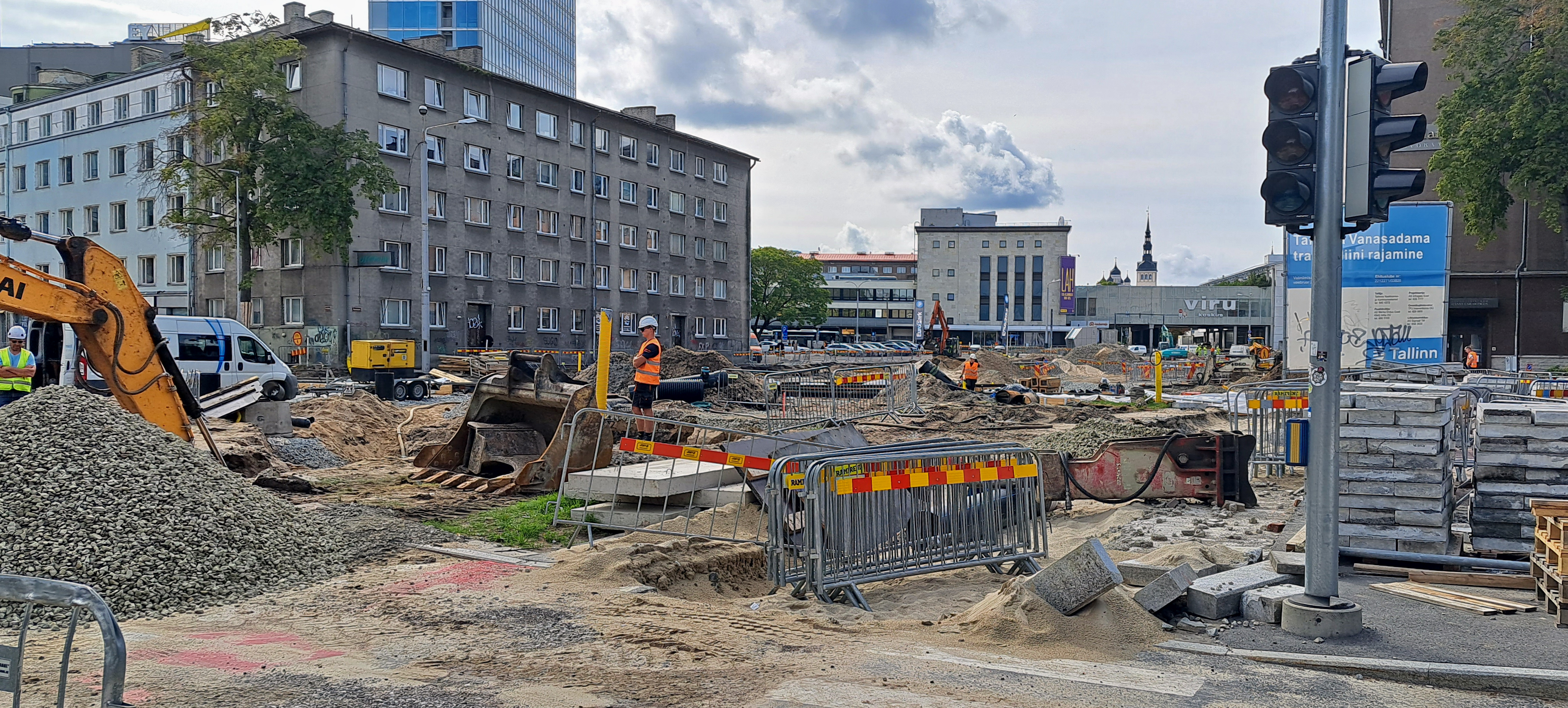
Работы в центре города по продлению путей в аэропорт
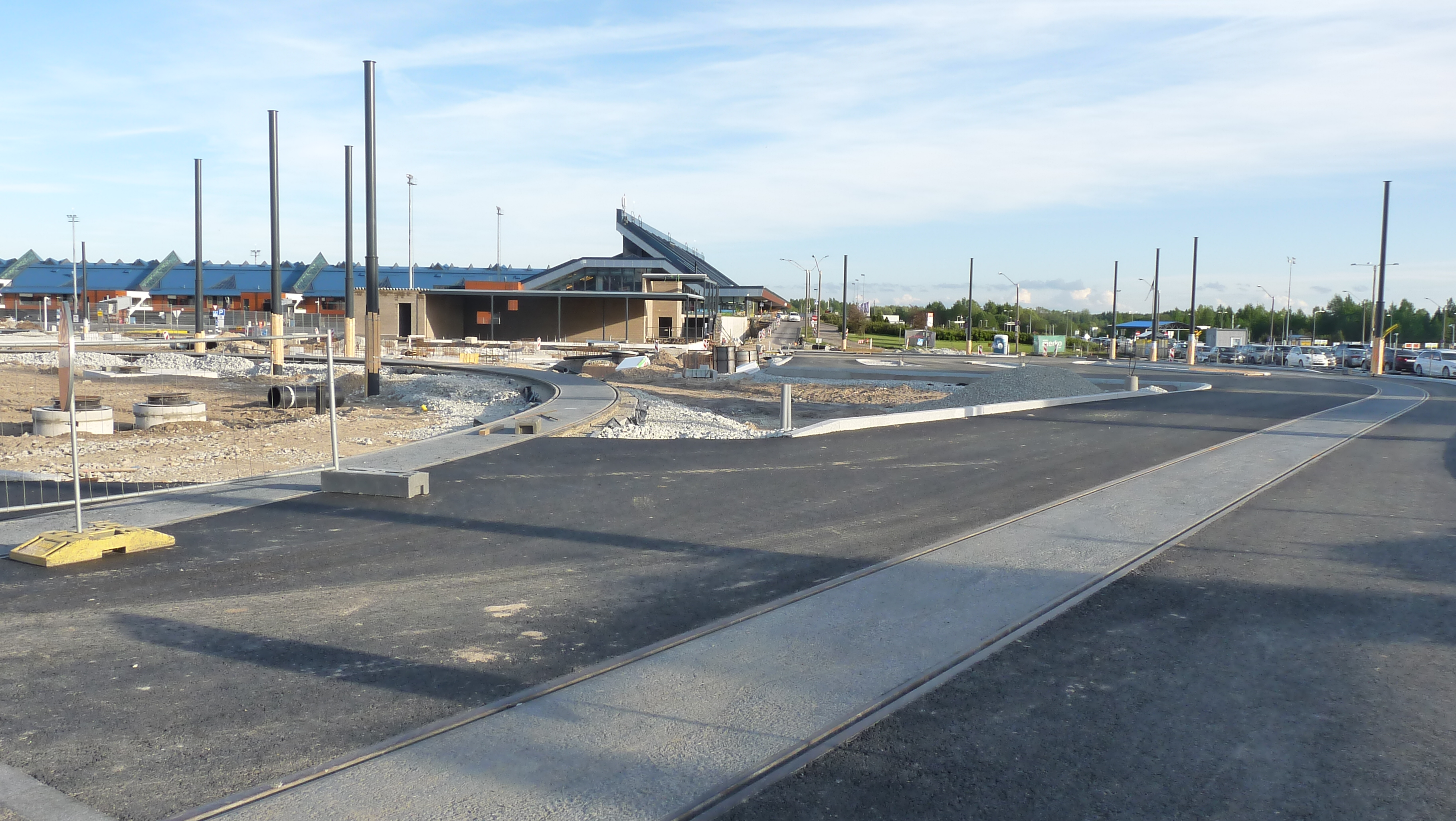
Продление трамвайных путей в аэропорт

### В стадии разработки
По планам от 2024 года, две новые трамвайные линии в Таллине должны пройти по улице Лийвалайа и в Пельгуранд. По подсчётам мэрии, новые трамвайные линии потенциально смогут перевозить до 45 000 пассажиров в день, из которых примерно 13 000 придется на долю новых пользователей общественного транспорта. Если Министерство климата поддержит заявку на выделение средств из фондов ЕС на эти проекты, то за полтора-два года будет составлен проект и строительство может начаться в 2026 году. Общая стоимость строительства двух новых трамвайных веток оценивается в 52,8 млн евро, из которых 70 % планируется покрыть из внешних источников.

## Маршрутная сеть
Сеть трамвая представлена 5 маршрутами.
4 маршрута пересекаются на остановке "Hobujaama" в центре города.
На трамвае можно добраться до железнодорожного вокзала, до станций Тонди и Юлемисте и до автовокзала.
| Номер | Остановки |
| ----- | --- |
| 1     | KOPLI - Sepa - Marati - Sirbi - Maleva - Sitsi - Angerja - Krulli - Volta - Salme - Telliskivi - Balti jaam (вокзал) - Põhja pst - Suur - Rannavarav - Kanuti - Mere pst - Hobujaama - Tallinna Ülikool - L. Koidula → - J. Poska ← - KADRIORG                                                                           |
| 2     | KOPLI - Sepa - Marati - Sirbi - Maleva - Sitsi - Angerja - Krulli - Volta - Salme - Telliskivi - Balti jaam (вокзал) - Põhja pst - Suur -Rannavarav - Linnahall - Vanasadam - Laeva - Laikmaa - Paberi - Keskturg - Bussijaam (автовокзал) - Lubja - Majaka - Sikupilli - Majaka põik - Pae ← - Väike-Paala - SUUR-PAALA |
| 3     | TONDI - Kalev → - Tallinn-Väike - Vineeri - Kosmos - Vabaduse väljak - Viru - Hobujaama - Tallinna Ülikool - L. Koidula → - J. Poska ← - KADRIORG |
| 4     | TONDI - Kalev → - Tallinn-Väike - Vineeri - Kosmos - Vabaduse väljak - Viru - Hobujaama - Paberi - Keskturg - Bussijaam (автовокзал) - Lubja - Majaka - Sikupilli - Majaka põik - Pae - Väike Paala - SUUR PAALA |
| 5     | VANA-LÕUNA - Vineeri - Kosmos - Vabaduse väljak - Viru - Mere puistee - Kanuti - Suur - Rannavarav - Põhja puistee - Balti jaam - Telliskivi - Salme - Volta - Krulli - Angerja - Sitsi - Maleva - Sirbi - Marati - Sepa - KOPLI                                                                                         |

#### № 1 Копли — Кадриорг
Связывает промышленный микрорайон Копли (Пыхья-Таллинн), расположенный на одноимённом полуострове на севере города, с микрорайоном Кадриорг (Кесклинн) и одноимённым парком. Является исторически первым маршрутом таллинского трамвая.

#### № 2 Копли — Суур-Паала
Связывает микрорайон Копли (Пыхья-Таллинн) с Сикупилли, юго-западной частью района Ласнамяэ — самого большого района города.

#### № 3 Тонди — Кадриорг
Связывает микрорайон Китсекюла (Кесклинн) и остановочный пункт Тонди с микрорайоном Кадриорг.

#### № 4 Тонди — Суур Паала
Связывает микрорайон Китсекюла с микрорайоном Юлемисте (Ласнамяэ). В данный момент трамвай не ходит в аэропорт по причине строительства Rail Baltica в Таллинне.

#### № 5 Копли — Вана-Лыуна
Связывает микрорайон Китсекюла с промышленный микрорайон Копли (Пыхья-Таллинн), расположенный на одноимённом полуострове на севере.
Маршрут открыт 1 ноября 2023 года. Ранее маршрут работал с 28 октября 2000 до 1 января 2004 года.

### Отменённые маршруты
- .№ 6 Копли — Тонди Вводится во время закрытия других линий на ремонт
- .№ 7 Копли — Аэропорт Вводится во время закрытия других линий на ремонт

### Трамвайные депо
В городе два депо. Они находятся в Копли за конечной остановкой и на Пярнуском шоссе в Веэренни рядом с виадуком через железнодорожное полотно.

## Подвижной состав
| Модель        | Кол-во |
| ------------- | ------ |
| Tatra КТ4D    | 24     |
| Tatra КТ4SU   | 1      |
| Tatra КТ4TM   | 2      |
| Tatra KT4TMR  | 6      |
| Tatra КТ6ТМ   | 12     |
| CAF Urbos AXL | 20     |
| PESA Twist    | 23     |

Подвижной состав на декабрь 2019 года: чешские трамваи Tatra КТ4D (24 шт.), Tatra КТ4SU (1 шт.), Tatra KT4TMR (6 шт.), Tatra КТ4TM (2 шт.), трёхсекционные и низкопосадочные Tatra КТ6ТМ (12 шт), новые CAF Urbos AXL (20 шт).
Также есть исторические и технические вагоны 10 шт. Трамваи Tatra производства 80-х годов XX века. Ранее также эксплуатировались Татра-Т4 (узкогабаритный вариант Татра-Т3) (до 2005 года) и Gotha G4 (до 1988 года).
В конце 2014 года в Таллине начался процесс обновления подвижного состава. Было закуплено 20 новых моделей трамвая у испанской компании CAF.
В августе 2024 года на линию вышел новый трамвай PESA Twist. Трамвай имеет шесть дверей и рассчитан на 184 пассажира, из них 65 сидячих. Всего ожидается поставка 23 таких трамваев. Стоимость контракта составила 52 миллиона евро.
По состоянию на август 2024 года пассажиров Таллина обслуживают 63 трамвая.

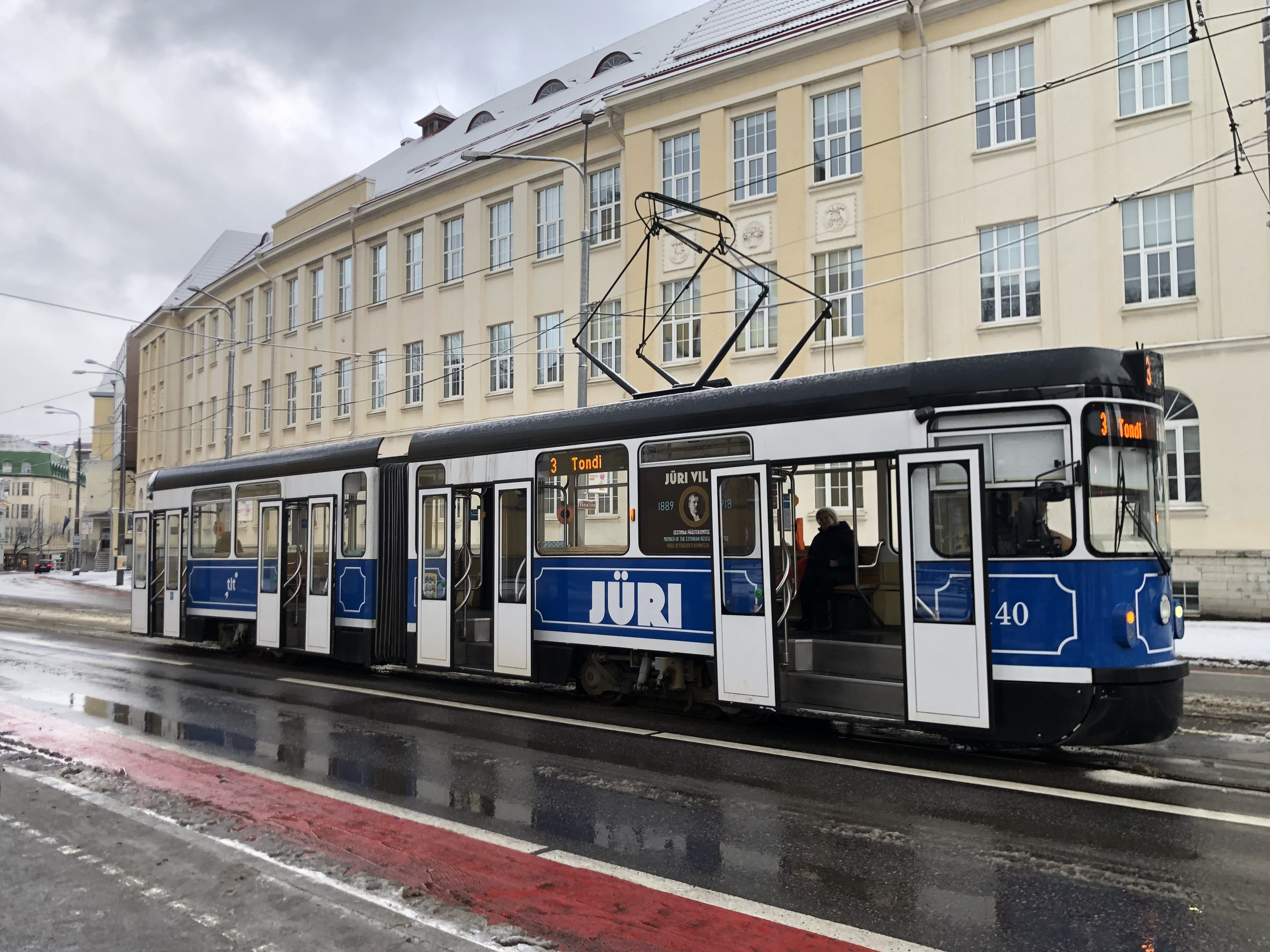
Ретро-стилизированный Tatra KT4TMR "Jüri" на площади Вабадузе
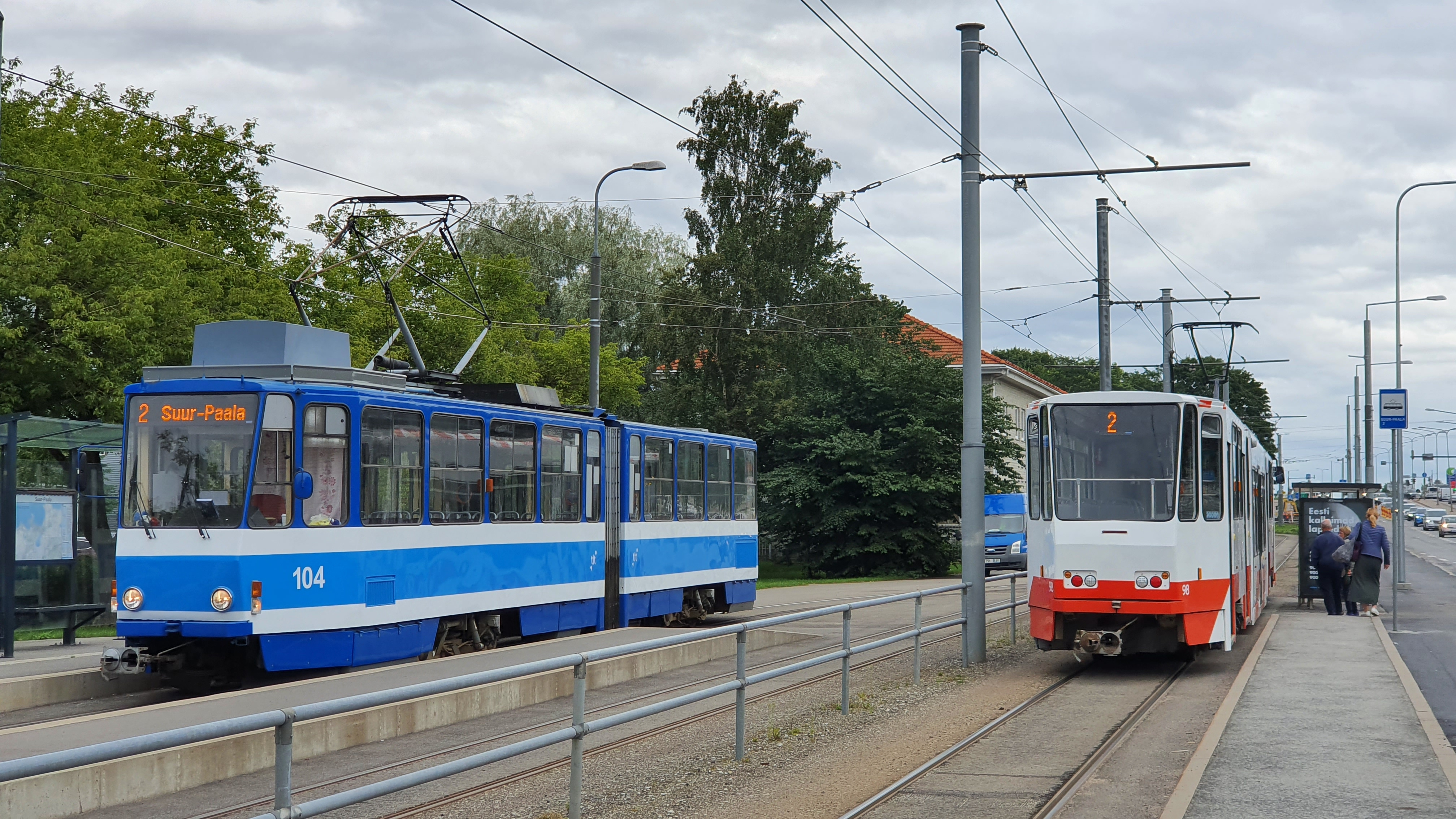
Tatra KT4SU (слева) в старой синей ливрее и Tatra KT4 в Юлемисте
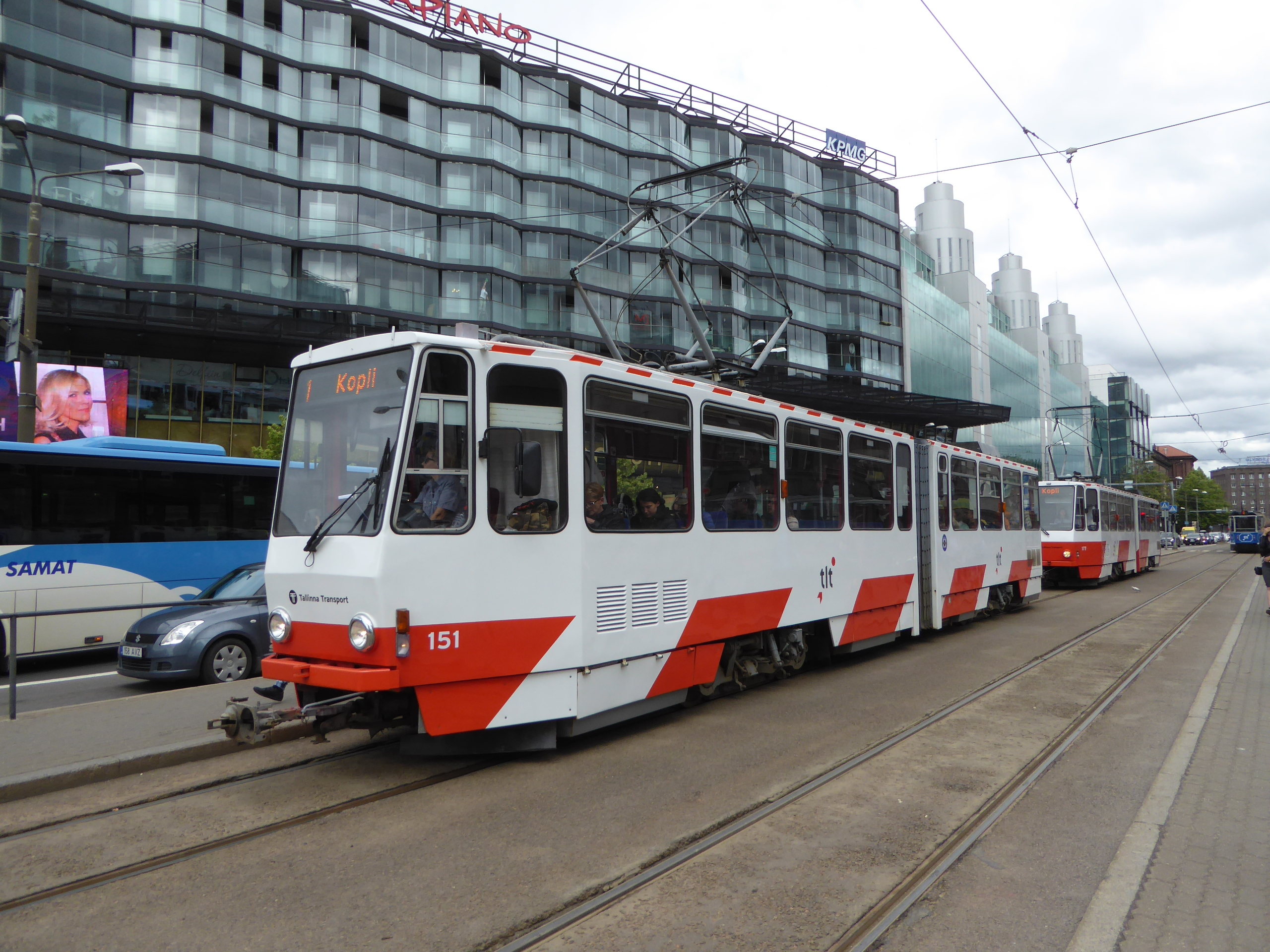
Tatra KT4 на Нарвском шоссе
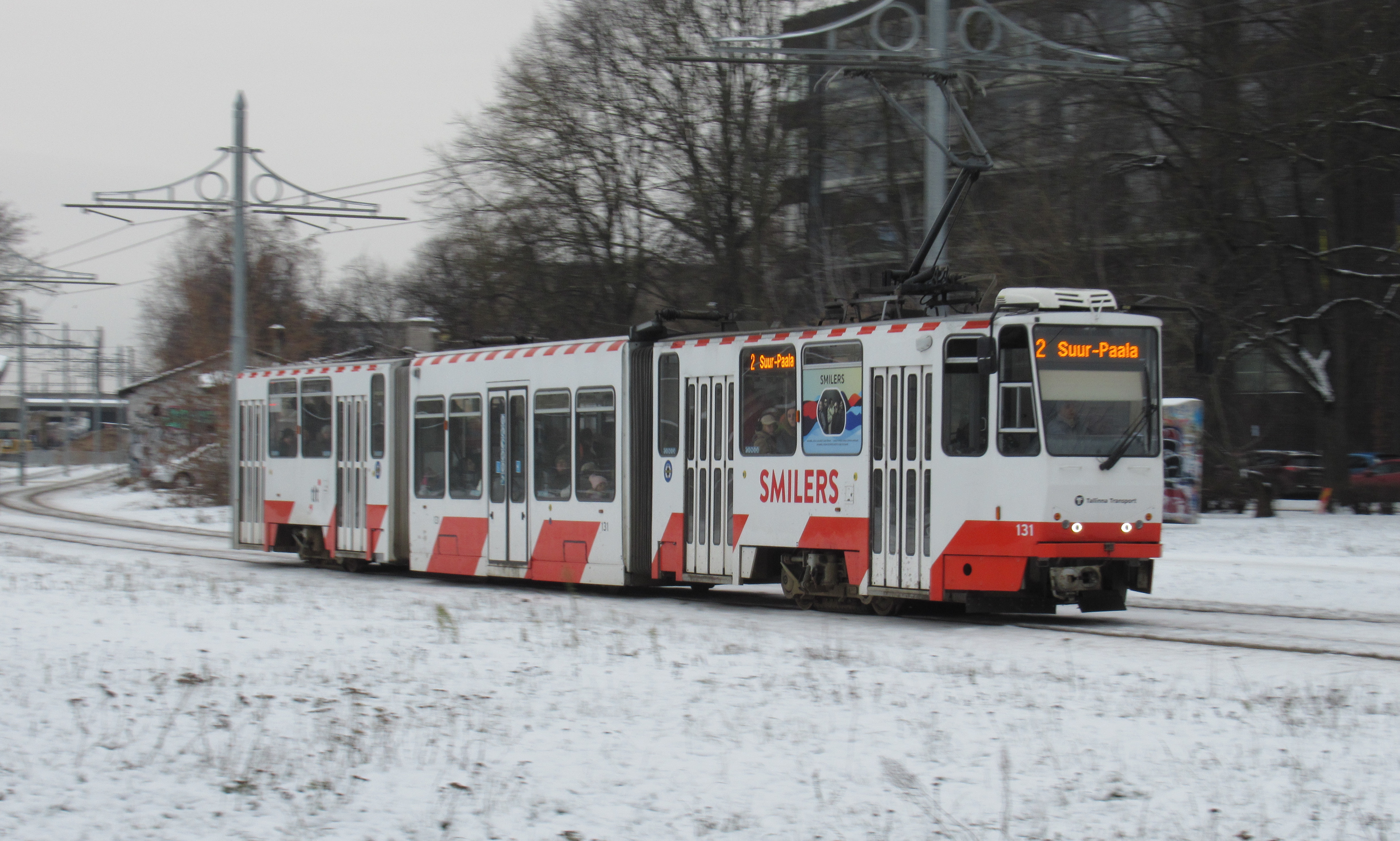
Tatra KT6TM в Пыхья-Таллинне
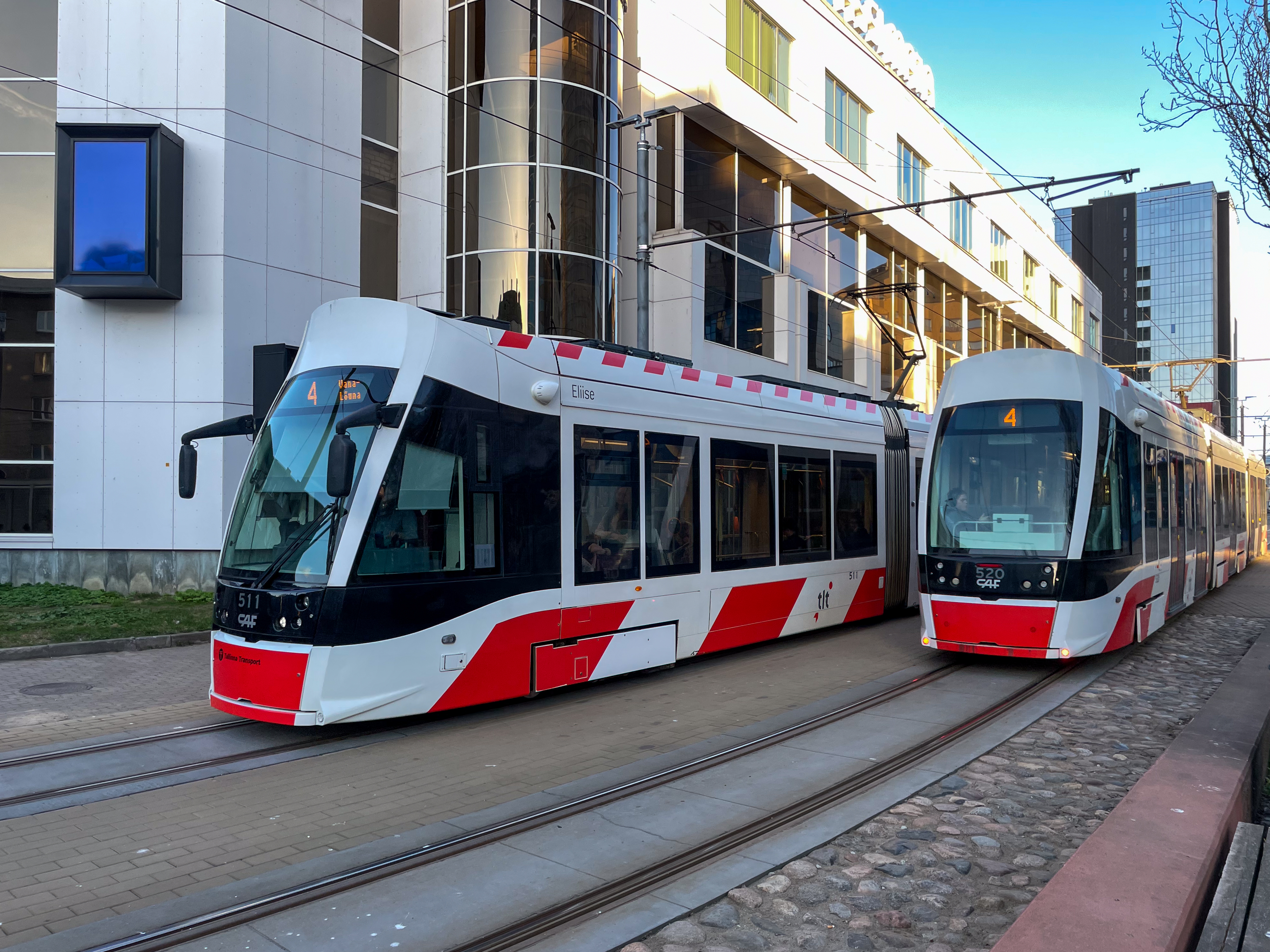
CAF Urbos AXL в Маакри
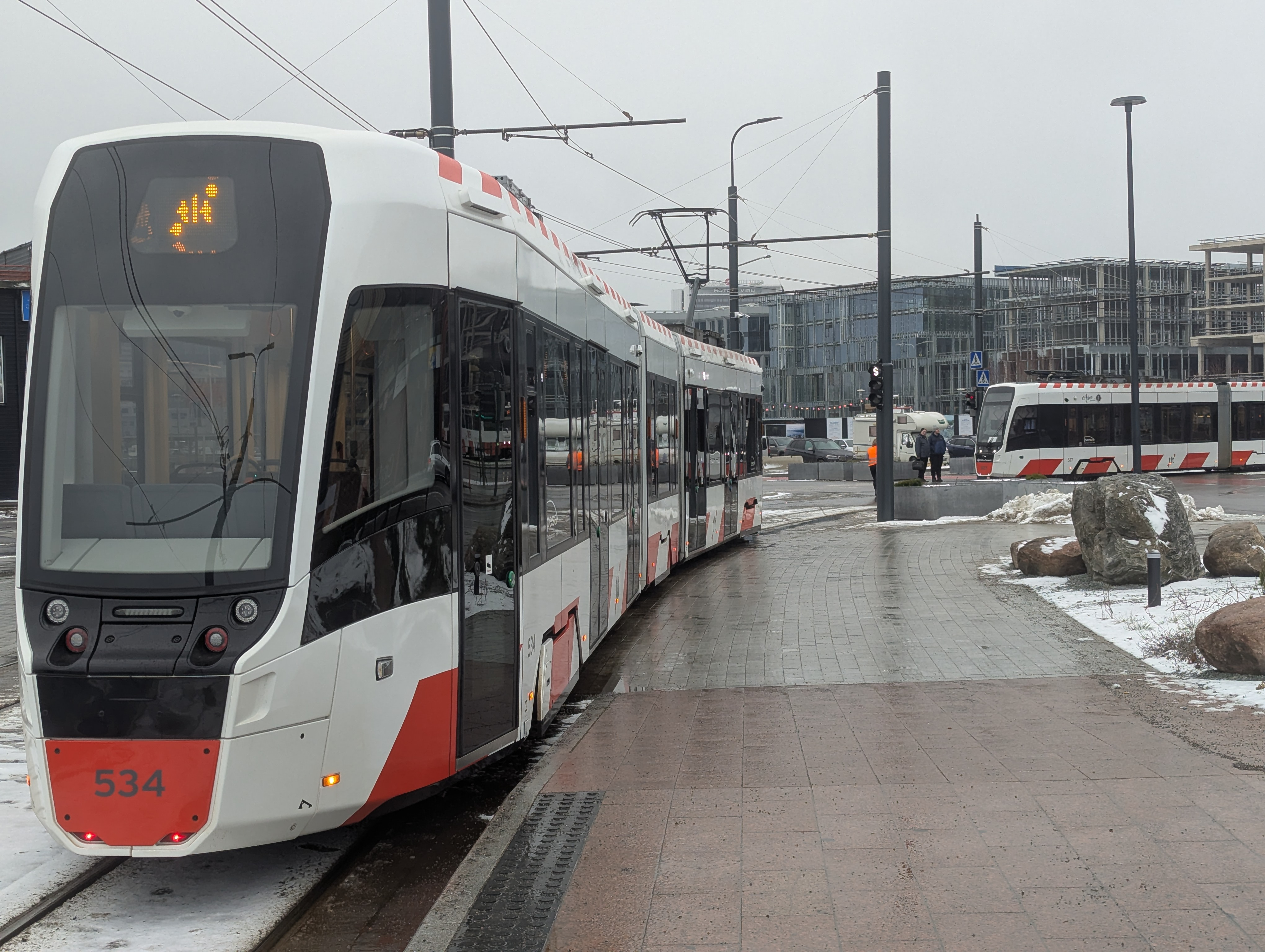
PESA Twist trams в Ванасадаме

## Статистика
| Показатели                        | 1980 | 1985 | 1990  | 1991  | 1992  | 1993 | 1994 | 1995 | 1996 | 1997 | 1998 | 1999 | 2000 | 2001 | 2002 | 2003 | 2004 | 2005 | 2006 | 2007 | 2008 | 2009 |
| --------------------------------- | ---- | ---- | ----- | ----- | ----- | ---- | ---- | ---- | ---- | ---- | ---- | ---- | ---- | ---- | ---- | ---- | ---- | ---- | ---- | ---- | ---- | ---- |
| Протяжённость одиночного пути, км | 37,8 | 37,0 | 39,0  | 39,0  | 39,0  | 39,0 | 39,0 | 39,0 | 39,0 | 39,0 | 39,0 | 39,0 | 39,0 | 39,0 | 39,0 | 39,0 | 39,0 | 39,0 | 39,0 | 39,0 | 39,0 | ...  |
| Число вагонов в эксплуатации      | 129  | 135  | 132   | 132   | 132   | 132  | 131  | 129  | 131  | 134  | 130  | 129  | 125  | 121  | 116  | 113  | 104  | 89   | 95   | 95   | 88   | 85   |
| Перевезено пассажиров, млн        | 78,3 | 99,6 | 105,9 | 100,3 | 103,3 | 75,3 | 16,0 | 35,2 | 35,6 | 36,9 | 30,6 | 29,3 | 34,9 | 29,2 | 30,8 | 31,1 | 27,8 | 25,1 | 26,2 | 26,4 | 25,3 | 25,2 |